# Oscar Reyes (calciatore)
Oscar Patricio Reyes Sánchez (16 dicembre 1957) è un ex calciatore cileno, di ruolo difensore.

## Carriera

### Nazionale
Conta 30 presenze in Nazionale, prendendo parte alla Copa América 1987 e 1989.